# ذا ينغ أند ذا رستلس
ذا ينغ أند ذا رستلس (بالإنجليزية: The Young and the Restless) هو مسلسل دراما تم إنتاجه في الولايات المتحدة. بدأ عرضه في سنة 1973. بلغ عدد حلقاته 11000 حلقة، وتبلغ مدة الحلقة الواحدة 30 دقيقة. المسلسل من تأليف لي فيليب بيل ، وهو من إخراج سالي ماكدونالد وكيسي تشايلدز. تم بث المسلسل لأول مرة بتاريخ 26 مارس 1973 من بطولة جين كوبر. فاز المسلسل بجائزة إيمي دايتايم لأفضل مسلسل دراما. تقع أحداث القصص في بلدة خيالية في ولاية ويسكونسن. ركزت القصة الأصلية على عائلتين: عائلة بروكس الغنية وعائلة فوستر من الطبقة العاملة.

## وصلات خارجية
- الموقع الرسمي
- ذا ينغ أند ذا رستلس على موقع IMDb (الإنجليزية)
- ذا ينغ أند ذا رستلس على موقع ميتاكريتيك (الإنجليزية)
- ذا ينغ أند ذا رستلس على موقع الموسوعة البريطانية (الإنجليزية)
- ذا ينغ أند ذا رستلس على موقع كينوبويسك (الروسية)
- ذا ينغ أند ذا رستلس على موقع ألو سيني (الفرنسية)
- ذا ينغ أند ذا رستلس على موقع قاعدة بيانات الفيلم (الإنجليزية)